# العاصفة (مسلسل تونسي)
العاصفة مسلسل درامي تونسي يتكون من خمسة عشر حلقة، عُرض في رمضان 1993 على قناة تونس 7. ووهو من تأليف أحمد عامر التونسي وإخراج عبد القادر الجربي.

## القصة
تدور الأحداث في إطار اجتماعي حول الصراع بين الخير والشر من خلال رجال أعمال يستثمرون أموالهم في قطاع الصيد البحري يحاولون السيطرة عليه واستعدادهم لفعل أي شيء من أجل مصالحهم الشخصية وفي المقابل يتصدى لهم رجال أعمال آخرون لا يقبلون بالظلم ولا بقطع الأرزاق.

## الشخصيات

### الشخصيات الرئيسية
- فتحي الهداوي
- نعيمة الجاني
- نور الدين بن عياد
- المنصف الأزعر
- محمد كوكا
- أحمد السنوسي

### الشخصيات الثانوية
- لطيفة القفصي
- خديجة السويسي
- كوثر الباردي
- دليلة مفتاحي
- صالح الجدي
- حبيب الزرافي
- درصاف مملوك
- سليم محفوظ
- بلقاسم بن يدر
- الفاضل قلنزة
- حمزة داود
- حمادي العروي
- حمادي دخيل
- أنور العياشي
- منية الورتاني
- امال سفطة
- سنية المؤدب
- حمادي عمار
- نور الدين بن عياد